# Rauðir pennar
Rauðir pennar (= „rote Federn“) ist eine isländische literarische Zeitschrift, die zwischen 1935 und 1938 erschienen ist.

## Herausgeber der Zeitschrift
Rauðir pennar war die Zeitschrift des Félag byltingarsinnaðra rithöfunda (Vereinigung revolutionärer Schriftsteller), in der unter anderen der spätere Nobelpreisträger Halldór Laxness und die Schriftsteller Jóhannes úr Kötlum, Þórbergur Þórðarson und Halldór Stefánsson organisiert waren. Herausgeber war der Verleger Kristinn Eyjólfur Andrésson.
Nach der Einstellung der Zeitschrift setzten die Herausgeber ihr Wirken in dem ab 1940 von der Literaturgesellschaft „Mál og Menning“ herausgegebenen Periodikum Tímarit Máls og menningar (Zeitschrift für Sprache und Kultur) fort.

## Erscheinungsverlauf und Ausgaben
- Rauðir pennar. Safn af sögum, ljóðum og ritgerðum eftir nýjustu innlenda og erlelda höfunda. Heimskringla, Reykjavík.
  - 1. Jahrgang, Ausgabe 1 vom 7. Dezember 1935, 320 Seiten. Enthält 31 Beiträge, darunter Übersetzungen in Auszügen zu Bert Brecht, Maxim Gorki, Anna Seghers (Der Weg durch den Februar), Ernst Toller und Friedrich Wolf.
  - 2. Jahrgang, Ausgabe 2 vom 1. Januar 1936, 240 Seiten. Enthält 27 Beiträge, darunter eine literarische Würdigung für den 1934 verstorbenen Erich Mühsam von Martin Andersen Nexö.
  - 3. Jahrgang, Ausgabe 3 vom 1. Januar 1938, 240 Seiten. Enthält 33 Beiträge, darunter eine Übersetzung von Halldór Stefánsson von Stefan Zweig's Kurznovelle Episode am Genfer See (isländisch: Stepan Sweig, Leiðarlok).
  - 3. Jahrgang, Ausgabe 4 vom 1. Oktober 1938, 240 Seiten. Enthält 21 Beiträge, darunter eine Kunstkritik von Jón Ðorleifsson zu dem erst 1937 entstandenen Bild Guernica von Picasso.

Die Nummernzählung wird durch die Anzahl des Zeitschriftensignets, eine stilisierte Schreibfeder in Rot, dargestellt.